# Margherita di Scozia
Margherita di Scozia, nota anche come la Vergine di Norvegia (in norvegese Margrete, in gaelico scozzese Mairead o Maighreadin, in inglese Margaret, Maid of Norway; Tønsberg, 9 aprile 1283 – Isole Orcadi, 26 settembre 1290), è stata la prima regina regnante di Scozia dal 1286 al 1290. Era figlia di Eirik II di Norvegia e di Margherita, figlia di Alessandro III di Scozia.
Benché nominalmente regina regnante, in realtà, a causa della sua giovane età, non governò mai il Paese, che fu retto in suo nome dai Guardiani di Scozia. Inoltre morì prima di poter essere incoronata. Per questi motivi, il periodo che va dalla morte di suo nonno Alessandro III (1286) al regno di Giovanni di Scozia (1292) viene a volte considerato un interregno.
Margherita era l'unica erede di Alessandro III; alla sua morte, Edoardo I d'Inghilterra volle approfittare della situazione per invadere la Scozia e annetterla all'Inghilterra. A tal fine appoggiò la salita al trono di Giovanni di Scozia, per poi invadere la Scozia e dare inizio a quelle che saranno note come Guerre d'indipendenza scozzesi.

## Biografia

### Erede al trono di Scozia
Margherita di Scozia nacque il 9 aprile 1283 da Eirik II di Norvegia e dalla moglie Margaret nella città di Tønsberg, Margherita fu la loro prima e unica figlia giacché sua madre morì di parto. I suoi genitori si erano sposati nel 1281 e il trattato matrimoniale era stato firmato quello stesso anno presso Roxburgh il 25 luglio e per quel momento il minore dei figli maschi di Alessandro III di Scozia, nonno materno di Margherita, era morto lasciando come unico erede l'altro figlio Alessandro. Per questo motivo al contratto venne apposta una clausola che permetteva a Margaret o ai suoi figli, non importa di quale sesso, l'accesso al trono di Scozia se Alessandro III fosse morto senza eredi legittimi. La stessa precauzione venne presa nel 1282 quando Alessandro, erede al trono, si sposò con Margaret di Dampierre, figlia di Guido di Dampierre. I documenti, lunghi e complessi, esponevano i costumi e le usanze che portavano alla successione e per quanto fossero una generica affermazione di principi gli allegati portavano specifici esempi dei diritti di Alessandro e Margaret e dei loro figli.
Tutte queste precauzioni alla fine si resero necessarie, Alessandro morì il 28 gennaio 1284 all'età di vent'anni senza lasciare figli viventi e facendo di Margherita l'unica erede alla corona. Alessandro III convocò quindi i trenta Conti di Scozia, i ventiquattro baroni, e i capi delle tre più grandi tribù gaeliche dell'ovest, Alasdair di Argyl (morto nel 1310), Aonghas Mór e Alan MacRuari riunendoli a Scone. Qui il 5 febbraio tutti i convenuti riconobbero Margherita quale loro signora e legittima erede a meno che Alessandro III non fosse morto lasciando un figlio, cosa che non avvenne. È comunque improbabile che si pensasse di lasciar governare Margherita da sola è più consono alla mentalità del tempo che si fosse progettato di lasciare che regnasse insieme al marito, chiunque esso fosse stato. Nel 1285 Alessandro III si risposò con Iolanda di Dreux, ma egli morì il 19 marzo 1286 senza altri figli.

### Regina non incoronata
Alessandro III venne sepolto all'Abbazia di Dunfermline; il 29 marzo i chierici e i magnati di Scozia si riunirono a Scone per eleggere i Guardiani di Scozia che avrebbero dovuto governare per conto della minorenne Margherita. Per altro in quel momento la successione a favore di Margherita era tutt'altro che scontata giacché Yolanda era incinta, cosa ne sia stato del bambino è ignoto, talune cronache raccontano che ella fu vittima di un aborto spontaneo e altre che sia nato e morto presso Clackmannan il 25 novembre dello stesso anno con i guardiani quali testimoni.
Una volta che Yolanda non ebbe prodotto nessun erede Margherita divenne la regnante ufficiale di Scozia, ma, nonostante il voto prestato, poche settimane dopo Giovanni di Scozia tentò di prendere la corona con l'aiuto di John Comyn, III Signore di Badenoch. La famiglia Bruce intervenne a favore di Margherita prendendo la roccaforte di Galloway e arrivando a sopprimere la ribellione con l'aiuto di altre famiglie quali gli Steward.
Dall'altro lato del mare c'era Eirik di Norvegia che nel 1289 spedì i propri ambasciatori presso la corte di Guascogna e a quella di Edoardo I d'Inghilterra avviando dei negoziati con il sovrano inglese nei quali Margherita veniva chiamata "Regina". Per diverso tempo gli unici interlocutori furono il re d'Inghilterra e quello di Norvegia e questo continuò fino a che Eirik incontrò Robert Bruce ed altri Guardiani a Salisbury nell'ottobre del 1289.
Gli scozzesi si trovarono presto in una posizione precaria giacché i due sovrani avevano deciso di maritare Margherita all'erede di Edoardo, il principe Edoardo o a chiunque altro fosse piaciuto a Eirik senza consultare i Guardiani. Essi a Salisbury siglarono un accordo che prevedeva che Margherita avrebbe dovuto raggiungere la Scozia entro il 1º novembre 1290 e ottenendo che ogni accordo matrimoniale che la coinvolgesse avrebbe dovuto essere posposto al suo arrivo in Scozia.
Che Edoardo pensasse di maritare il figlio con Margherita appare chiaro dalla dispensa papale che ottenne da Papa Nicola IV dieci giorni dopo la firma del trattato e che era necessaria giacché i due erano cugini. Per quanto la bolla non fosse un contratto di matrimonio, ma che servisse solo a permetterlo in futuro Edoardo scrisse a Margherita complimentandosi per le nozze che l'avrebbero legata al figlio.
I piani di tutti i soggetti coinvolti vennero bruscamente interrotti dalla morte di Margherita che avvenne il 26 settembre 1290 mentre si trovava alle Isole Orcadi per recarsi in Scozia. Margherita, che non fu mai incoronata regina, venne sepolta a Bergen accanto alla madre.
Essendo ella morta senza eredi lasciò aperta la questione della successione al trono di Scozia che sfociò nella Grande causa l'anno seguente.
Il villaggio di St Margaret's Hope, sull'isola di South Ronaldsay delle Orcadi, prende probabilmente da Margherita di Scozia, che si pensa sia morta nel villaggio.

## Ascendenza
|                          |                         |                          | Genitori                           |  |  | Nonni |  |  | Bisnonni              |  |  | Trisnonni              |  |
|                          |                         |                          |                                    |  |  |       |  |  | Haakon IV di Norvegia |  |  | Haakon III di Norvegia |  |
|                          |                         |                          |                                    |  |  |       |  |  | Haakon IV di Norvegia |  |  | Haakon III di Norvegia |  |
|                          |                         | Inga di Varteig          |                                    |  |  |       |  |  | Haakon IV di Norvegia |  |  |                        |  |
| Magnus VI di Norvegia    |                         |                          |                                    |  |  |       |  |  | Haakon IV di Norvegia |  |  |                        |  |
|                          |                         | Margrete Skulesdatter    | Skule Bårdsson                     |  |  |       |  |  |                       |  |  |                        |  |
|                          |                         | Margrete Skulesdatter    | Skule Bårdsson                     |  |  |       |  |  |                       |  |  |                        |  |
|                          |                         | Margrete Skulesdatter    | Ragnhild Jonsdotter                |  |  |       |  |  |                       |  |  |                        |  |
| Eirik II di Norvegia     |                         | Margrete Skulesdatter    |                                    |  |  |       |  |  |                       |  |  |                        |  |
|                          |                         | Eric IV di Danimarca     | Valdemaro II di Danimarca          |  |  |       |  |  |                       |  |  |                        |  |
|                          |                         | Eric IV di Danimarca     | Valdemaro II di Danimarca          |  |  |       |  |  |                       |  |  |                        |  |
|                          |                         | Eric IV di Danimarca     | Berengaria del Portogallo          |  |  |       |  |  |                       |  |  |                        |  |
| Ingeborg di Danimarca    |                         | Eric IV di Danimarca     |                                    |  |  |       |  |  |                       |  |  |                        |  |
|                          |                         | Jutta di Sassonia        | Alberto I di Sassonia              |  |  |       |  |  |                       |  |  |                        |  |
|                          |                         | Jutta di Sassonia        | Alberto I di Sassonia              |  |  |       |  |  |                       |  |  |                        |  |
|                          |                         | Jutta di Sassonia        | Agnese d'Austria                   |  |  |       |  |  |                       |  |  |                        |  |
| Margherita di Scozia     |                         | Jutta di Sassonia        |                                    |  |  |       |  |  |                       |  |  |                        |  |
|                          | Alessandro II di Scozia | Guglielmo I di Scozia    |                                    |  |  |       |  |  |                       |  |  |                        |  |
|                          | Alessandro II di Scozia | Guglielmo I di Scozia    |                                    |  |  |       |  |  |                       |  |  |                        |  |
|                          | Alessandro II di Scozia | Ermengarda de Beaumont   |                                    |  |  |       |  |  |                       |  |  |                        |  |
| Alessandro III di Scozia | Alessandro II di Scozia |                          |                                    |  |  |       |  |  |                       |  |  |                        |  |
|                          |                         | Maria di Coucy           | Enguerrand III di Coucy            |  |  |       |  |  |                       |  |  |                        |  |
|                          |                         | Maria di Coucy           | Enguerrand III di Coucy            |  |  |       |  |  |                       |  |  |                        |  |
|                          |                         | Maria di Coucy           | Marie de Montmirel                 |  |  |       |  |  |                       |  |  |                        |  |
| Margaret di Scozia       |                         | Maria di Coucy           |                                    |  |  |       |  |  |                       |  |  |                        |  |
|                          |                         | Enrico III d'Inghilterra | Giovanni d'Inghilterra             |  |  |       |  |  |                       |  |  |                        |  |
|                          |                         | Enrico III d'Inghilterra | Giovanni d'Inghilterra             |  |  |       |  |  |                       |  |  |                        |  |
|                          |                         | Enrico III d'Inghilterra | Isabella d'Angoulême               |  |  |       |  |  |                       |  |  |                        |  |
| Margherita d'Inghilterra |                         | Enrico III d'Inghilterra |                                    |  |  |       |  |  |                       |  |  |                        |  |
|                          |                         | Eleonora di Provenza     | Raimondo Berengario IV di Provenza |  |  |       |  |  |                       |  |  |                        |  |
|                          |                         | Eleonora di Provenza     | Raimondo Berengario IV di Provenza |  |  |       |  |  |                       |  |  |                        |  |
|                          |                         | Eleonora di Provenza     | Beatrice di Savoia                 |  |  |       |  |  |                       |  |  |                        |  |
|                          |                         | Eleonora di Provenza     |                                    |  |  |       |  |  |                       |  |  |                        |  |